# David Alcaide

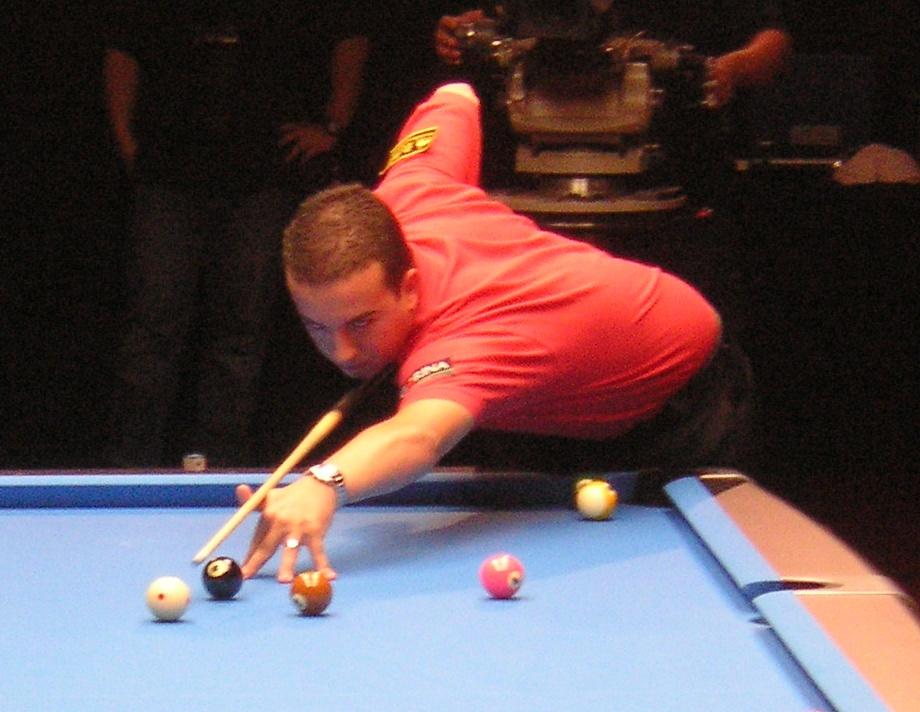
David Alcaide en el World Pool Masters 2007.

David Alcaide (Málaga, 14 de diciembre de 1978) es un jugador español de billar especializado en la variante de Bola 9. 

## Biografía
Se inició en el pool a los 5 años de edad y desde entonces se perfiló como una gran promesa. A los 9 años consiguió su primer Campeonato Provincial de Málaga en categoría absoluta.[cita requerida] A los 12 años se proclama subcampeón de España en el primer campeonato organizado por la Federación Española de Billar. Dos años más tarde consiguió su primer título como campeón de España de Bola 8 del cual ha sido varias veces merecedor. A nivel internacional fue proclamado campeón de Europa y consiguió ser tercero del mundo en Bola 8 y 10. En febrero de 2017 fue campeón del World Pool Masters.

## Palmarés
| - Campeón de España Bola 8 (a los 14 años de edad) - 3 veces campeón del Gran Master Las Vegas (a los 24 años) - Subcampeón del World Pool Masters. - Campeón Grand Master Bola 8 en Inglaterra - 4 veces Campeón del Mundo VNEA - Campeón en la prueba de WEER, en 2006 - Campeón de España Bola 8 en numerosas ocasiones - Campeón de España Bola 9 en numerosas ocasiones - Campeón de España 14.1 - Tercero del Mundo en Bola-10 - Campeón Europeo 14.1 en Croacia - Tercero de Europa en Bola 8 en Croacia - Segundo clasificado en el US Open Bola-10 - Campeón Europeo de Equipos | - Tercero del Mundo en Bola-8 - Campeón del Circuito Predator - Campeón de Europa Bola-8 - Tercer clasificado de Europa en la modalidad 14.1 - Campeón de Europa Bola-10 en 2014 - Tercero del Mundo Bola 10 - Campeón Eurotour Italia - Campeón Longoni Cup - 3 veces Subcampeón Eurotour - Medalla de Bronce al Mérito Deportivo - En febrero de 2017, campeón del World Pool Master. - En marzo de 2019, campeón del World Pool Masters. - Campeón del Campeonato Mundial de Bola 9 junto a Francisco Sánchez en 2022. |